# John Sitgreaves

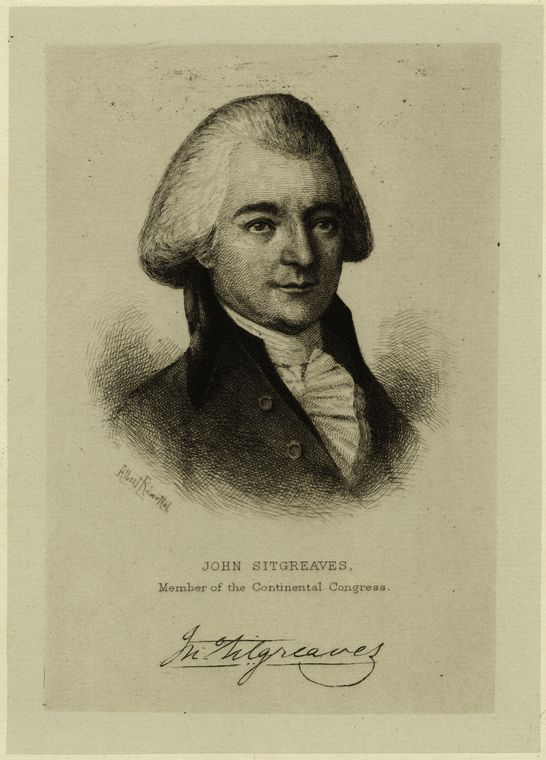
John Sitgreaves

John Sitgreaves (* 1757 in England; † 4. März 1802 in Halifax, North Carolina) war ein US-amerikanischer Jurist und Politiker. Im Jahr 1785 war er Delegierter für North Carolina im Kontinentalkongress; später wurde er Bundesrichter.

## Werdegang
John Sitgreaves absolvierte das Eton College. Danach wanderte er nach Amerika aus, wo er sich in New Bern in der britischen Provinz North Carolina niederließ. Nach einem Jurastudium und seiner Zulassung als Rechtsanwalt begann er dort in seinem Beruf zu arbeiten. In den 1770er Jahren schloss er sich der Revolutionsbewegung an. Während des Unabhängigkeitskrieges diente er als Leutnant in der Kontinentalarmee. Dort gehörte er zeitweise zum Stab von General Caswell. Zwischenzeitlich war er auch Verwalter von beschlagnahmtem Eigentum britischer Loyalisten. Zwischen 1777 und 1779 war er bei der Verwaltung des Senats von North Carolina angestellt; in den Jahren 1784, 1786, 1787, und 1788 saß er als Abgeordneter im Repräsentantenhaus von North Carolina, dessen Speaker er seit 1787 war. 1785 vertrat er seinen Staat im Kontinentalkongress.
Seit dem 20. Dezember 1790 war John Sitgreaves als Nachfolger von John Stokes Richter am Bundesbezirksgericht für North Carolina. Dieses Amt bekleidete er bis zu seinem Tod am 4. März 1802.